# Сетниця (Медводе)
Сетниця (словен. Setnica) — поселення в общині Медводе, Осреднєсловенський регіон, Словенія. 
Висота над рівнем моря: 709,9 м.